# نيك دانزيغر
نيك دانزيغر (بالإنجليزية: Nick Danziger)‏ هو مصور بريطاني، ولد في 22 أبريل 1958 في مرليبون في المملكة المتحدة.

## وصلات خارجية
- الموقع الرسمي